# 弗雷德里克·雷頓
第一代雷頓男爵弗雷德里克·雷頓，PRA[?]（1830年12月30日—1896年1月25日），1878年至1896年稱為弗雷德里克·雷頓爵士（Sir Frederic Leighton），英國學院派畫家和雕塑家，皇家藝術研究院院長。其作品題材包括了歷史、聖經和古典時代的主題。雷頓在去世前一天獲得男爵的封號，成為歷史上最短命的貴族。

## 傳記
雷頓出生於英格蘭北約克郡的士嘉堡（Scarborough），家裡是以做進出口生意維生。他在倫敦的大學學院學校（University College School）受教育，並在之後前往歐洲接受藝術的訓練。他首先當愛德華·馮·史丹諾（Eduard Von Steinle）的學徒，後來又給義大利畫家喬瓦尼·哥斯大（Giovanni Costa）教導。他在24歲時前往佛羅倫斯，就讀佛羅倫斯美術學院，並且在那裡翻畫契馬布埃等人的作品。從1855到1859年之間他住在巴黎，在這段時間認識了安格爾、德拉克羅瓦、柯洛、米勒等畫家。
在1860年雷頓回到了倫敦，並且成為了前拉斐爾派的畫家之一。他還1861年替羅勃特·白朗寧設計了伊莉莎白·巴雷特·白朗寧在佛羅倫斯的墓園。他在1864年成為了皇家藝術學院的成員，並且在1878年成為其院長，還一直擔任此職位直到他於1896年去世為止。做為當時知名的雕塑家，雷頓在1877年雕塑的《一個運動員與蟒蛇搏鬥》（Athlete Wrestling with a Python）被認為是開啟了英國新一波雕塑藝術的開端。他的畫作在1900年的世界博覽會上成為代表英國的藝術作品。
雷頓在1878年於溫莎成為下級勳位爵士，並且在8年之後被封為從男爵。他是1896年的新年封爵名單裡第一個被封予貴族爵位的畫家，使他在1896年1月24日成為施洛普郡的雷頓男爵，但他卻在封爵的隔天因為心絞痛去世。
雷頓一生都是單身漢，並且還有傳言他與他畫室的一位女模特兒未婚生下了一名小孩。還有一些傳言認為雷頓是同性戀，然而此謠言至今都沒有很明確的證據可以證實。
因為沒有留下子嗣，在雷頓去世後他的男爵名位也因此無人繼承。他在倫敦的住所後來成為了一個博物館，被稱為「雷頓故居博物館」，包含了許多他的畫作和其他作品，以及一些他在世時的收藏，包括了許多19世紀前的畫家作品，以及約翰·艾佛雷特·米萊獻給他的一些畫作。博物館也包含了許多雷頓以其他文化為靈感的設計和收藏，比如一座壯觀的阿拉伯大廳。雷頓博物館還有一塊紀念他的藍色牌匾。

### 軍旅生涯
雷頓一生中熱衷的多次自願從軍，他在1860年10月5日加入了第38自願步兵團（後來又稱為「畫家步兵團」）。他的領導能力很快便展現出來，並且在幾個月內就成為連長。在1869年1月6日，身為上尉的雷頓被指派為畫家步兵團的團長，並且被晉升為少校，接著又在1875年成為中校。雷頓後來在1883年退出現役。
畫家詹姆斯·惠斯勒也因此戲稱身兼畫家步兵團團長職位的雷頓為「皇家藝術學院上校、畫家步兵團團長，但卻畫出那麼少的畫！」在他去世後被埋葬在聖保羅座堂時，畫家步兵團儀隊為其進行了正式的軍葬禮。

### 獲頒榮譽

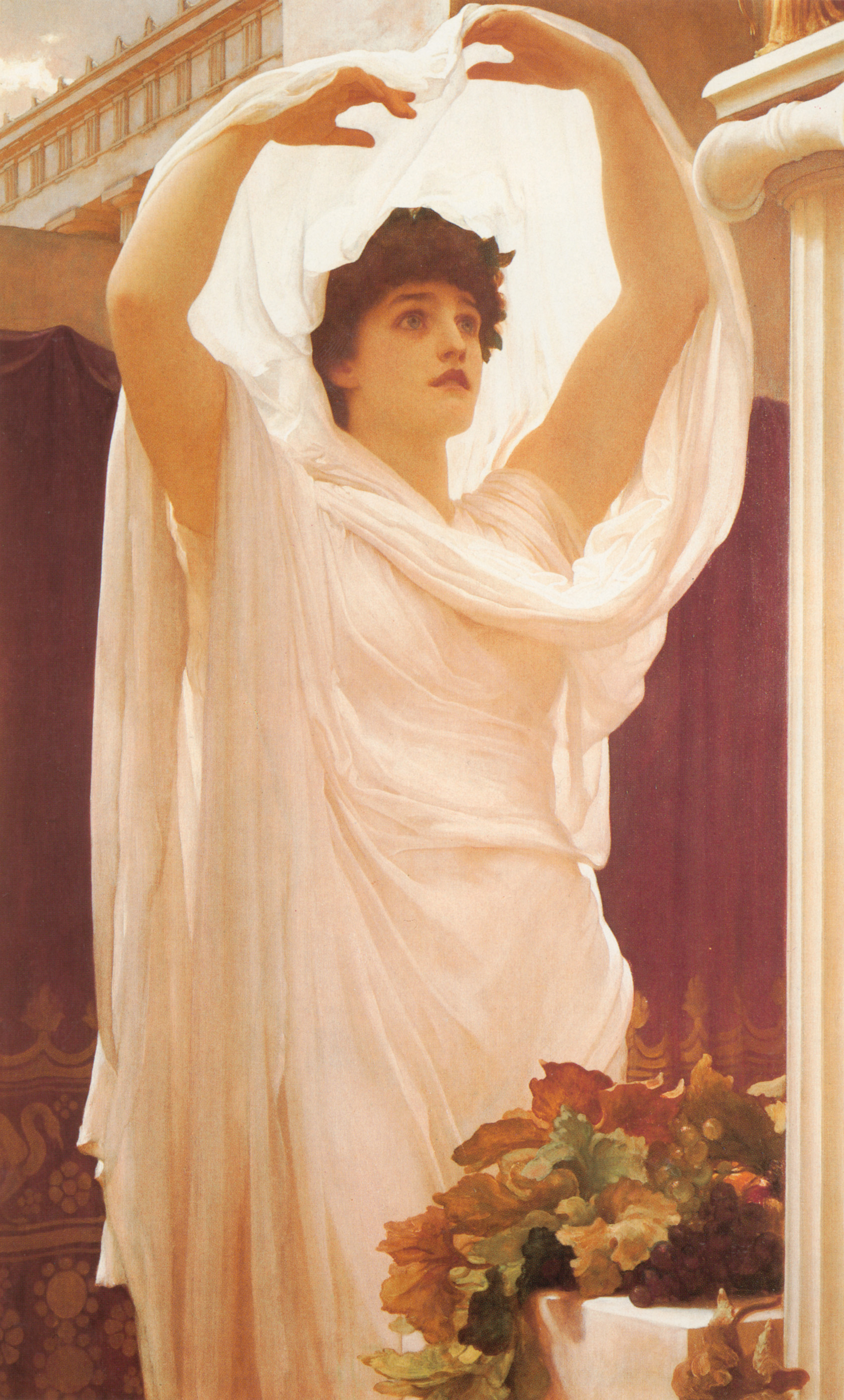
Invocation，描繪維斯塔貞女。

- 按時間先後列出：^ 
  - 1864 – 皇家藝術研究院成員
  - 1868 – 皇家藝術研究院院士
  - 1878 – 皇家藝術研究院院長
  - 1878 – 法國榮譽軍團勳章
  - 1878 – 獲封下級勳位爵士
  - 1886 – 獲封從男爵
  - 1889 – 法蘭西學會成員
  - 1896 – 獲封男爵

## 畫風

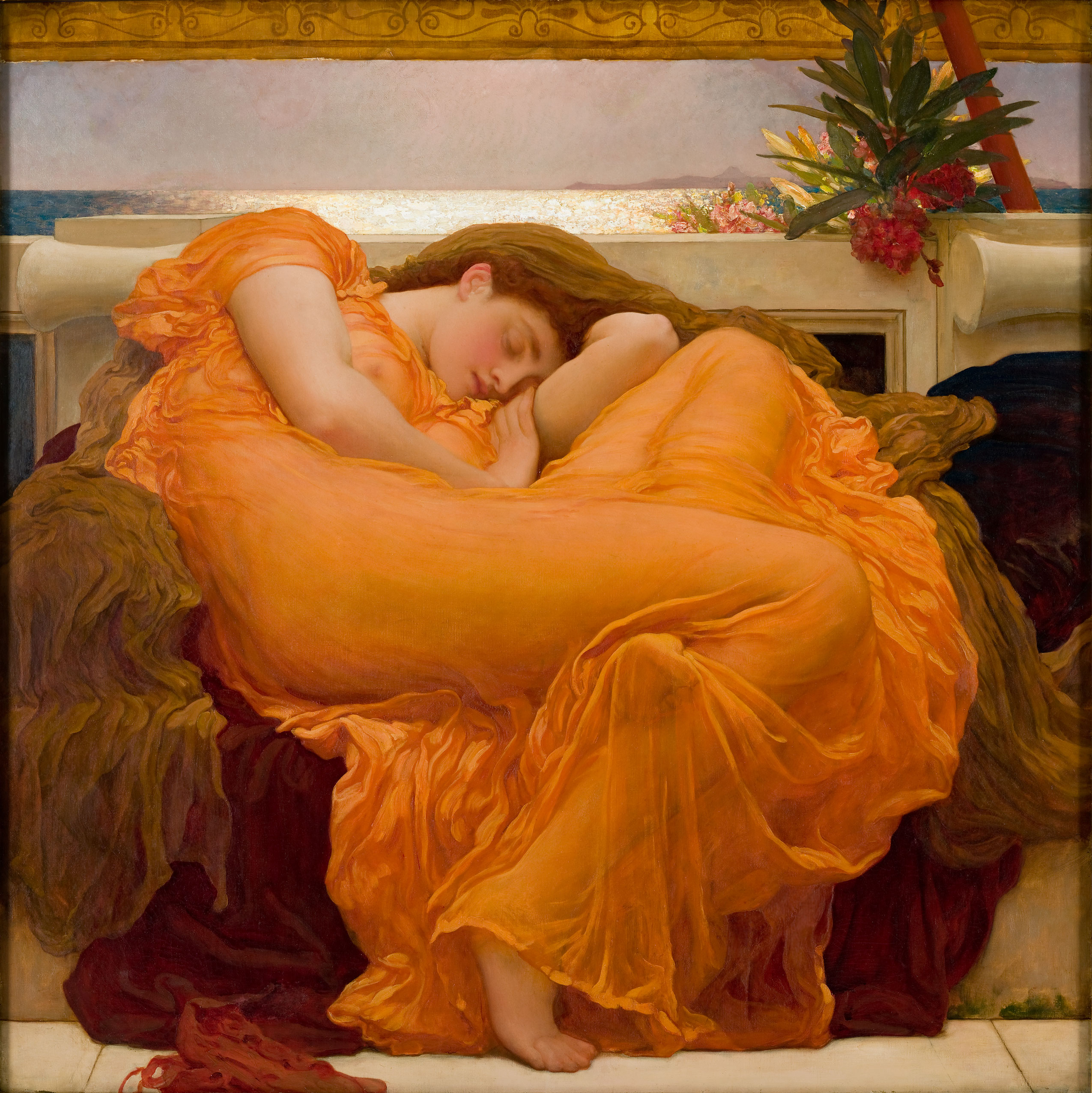
1895年的《燃燒的六月》是雷頓最知名的作品。

雷頓是19世紀最著名的英國畫家之一，也是維多利亞時代最具代表性的畫家之一。雷頓傾向於繪畫古羅馬和古希臘神話的題材，他注重在視覺上以最美麗的方式呈現一幅畫作，同時喜歡運用鮮明的色彩和非常明確描繪的人物。早年曾經參與反潮流的前拉斐爾派的雷頓，在晚年則對當時興起的印象派畫家有所同情，但他仍指出印象派必須記得一幅好的畫必須依靠深層的藝術內涵而非表面的印象上。
與其他學院派畫家相較，雷頓較不偏向裸體的女模特兒畫，這在某種程度上使他成為當時藝術評論界上較少引起轟動的畫家。他最著名的畫作是1895年的《燃燒的六月》，描繪一名穿著火紅裙子的女子在沙發上沉睡，這幅畫被認為是維多利亞時代學院派所產出最偉大的畫作之一。

## 知名作品

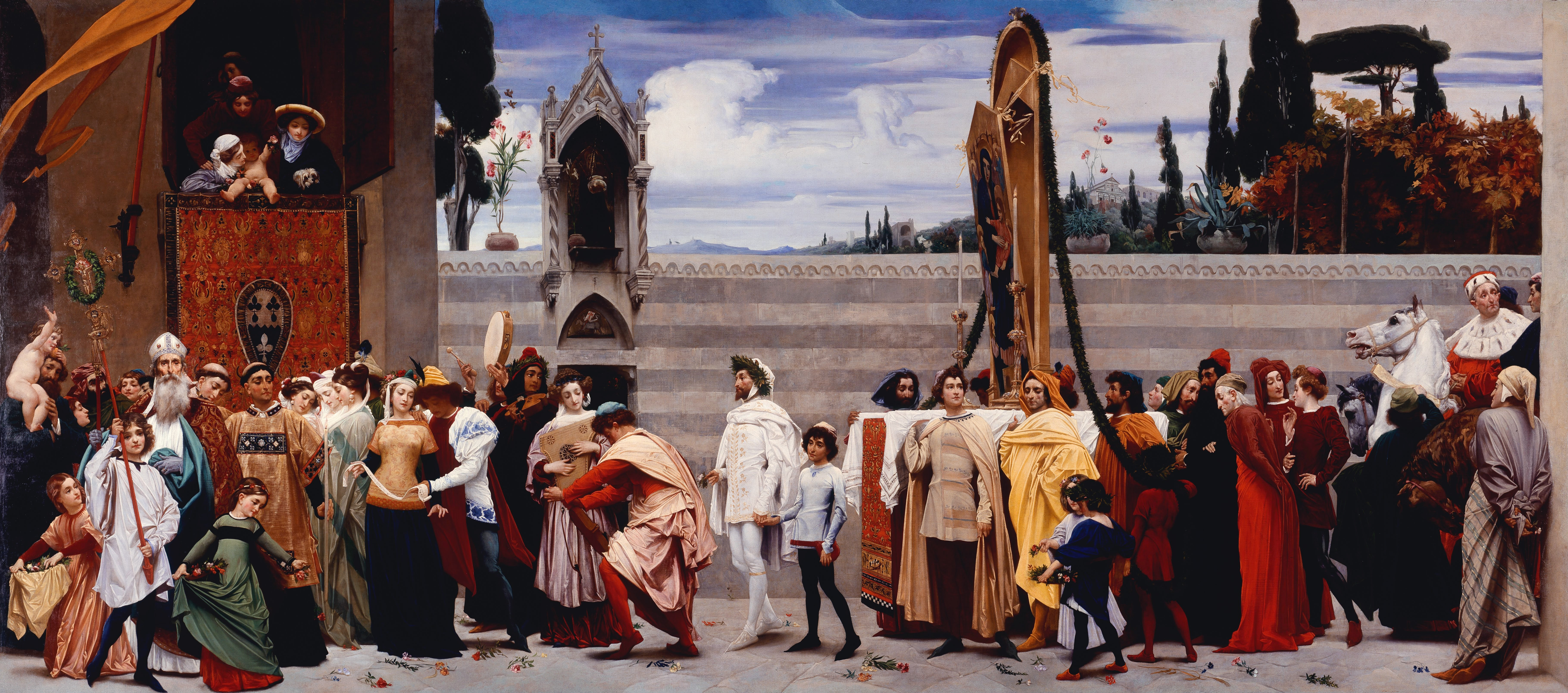
《契马布埃的圣母像巡游佛罗伦萨街头》，1853–1855

- Death of Brunelleschi (1852), 布面油畫
- The Fisherman and the Siren（《渔夫与塞壬》）, c. 1856–58 (66.3 x 48.7 cm)
- Cimabue's Celebrated Madonna is carried in Procession through the Streets of Florence（《契马布埃的圣母像巡游佛罗伦萨街头》） (1853–55),[12]布面油畫，這是雷頓在皇家學院的第一幅大型繪畫，維多利亞女王被此幅畫所感動，並且在展覽頭一天就花了600堅尼將此畫買下。
- The Discovery of Juliet Apparently Lifeless (c.1858)[13]
- The Villa Malta, Rome (1860s),[14]布面油畫
- The Painter's Honeymoon（《画家的蜜月》）, c. 1864 (83.8 x 77.5 cm)
- Mother and Child, c. 1865, (48.2 x 82 cm)
- Actaea, the Nymph of the Shore  (1868),[15]布面油畫, (57.2 x 102.2 cm) National Gallery of Canada, 溫哥華.
- Daedalus and Icarus, c. 1869, (138.2 x 106.5 cm)
- Hercules Wrestling with Death for the Body of Alcestis (1869–71) (132.4 x 265.4 cm)
- Greek Girls Picking up Pebbles by the Sea, 1871 (84 x 129.5 cm)
- Teresina  (circa 1874) Christchurch Art Gallery Te Puna o Waiwhetu, 基督城, 紐西蘭
- The Daphnephoria（《月桂节》），1874–1876，
- Music Lesson（《音乐课》）, c. 1877, (92.8 x 118.1 cm)
- An Athlete Wrestling with a Python（《一個運動員與蟒蛇搏鬥》）  (1877),[16]青銅雕像
- Nausicaa（《瑙西卡》）, c. 1878 (145 x 67 cm)
- Winding the Skein（《缠线》）, c. 1878, (100.3 x 161.3 cm)
- Light of the Harem, c. 1880, (152.4 x 83.8 cm)
- Idyll, c. 1880–81
- Wedded, (c. 1881–1882) (145.4 x 81 cm)
- Captive Andromache（《被抓走的安德洛玛刻》）, c. 1888 (197 x 406.5 cm)
- The Bath of Psyche（《出浴的普赛克》）, (c. 1889–90) (189.2 x 62.2 cm) 泰特美術館
- Perseus and Andromeda （《珀耳修斯与安德洛墨达》），1891
- The Garden of the Hesperides, c. 1892, (169 x 169 cm)
- Flaming June, 《燃燒的六月》 (1895), 布面油畫, Museo de Arte de Ponce, 波多黎各 (120.6 x 120.6 cm)
- The Parable of the Wise and Foolish Virgins (Fresco)[17]
- The armlet
- Phoebe (55.88 x 60.96 cm)
- A Bather
- The Leighton Frescoes, 维多利亚和阿尔伯特博物馆的壁畫

## 畫作

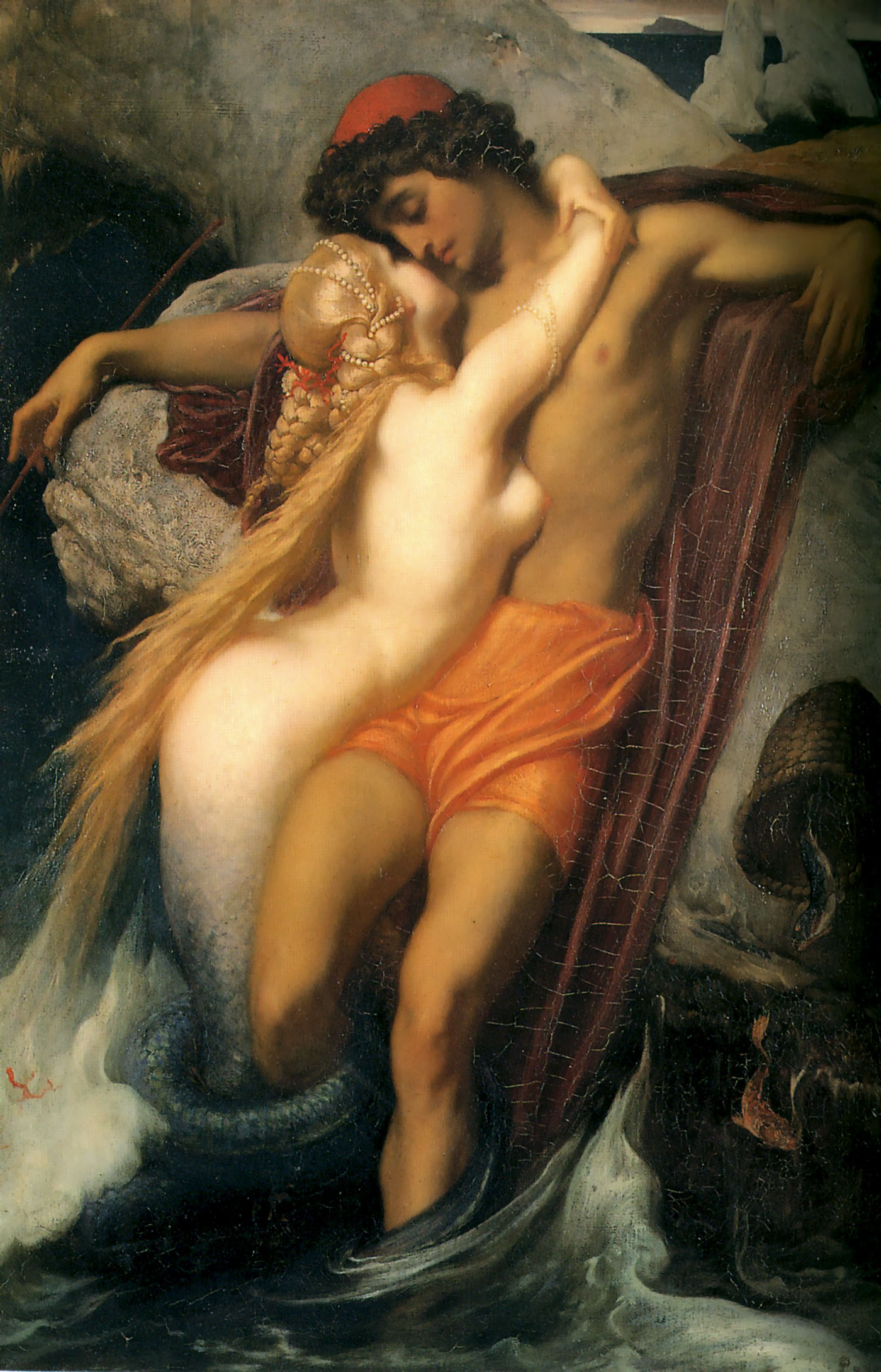
《渔夫与塞壬》, c.1856–1858
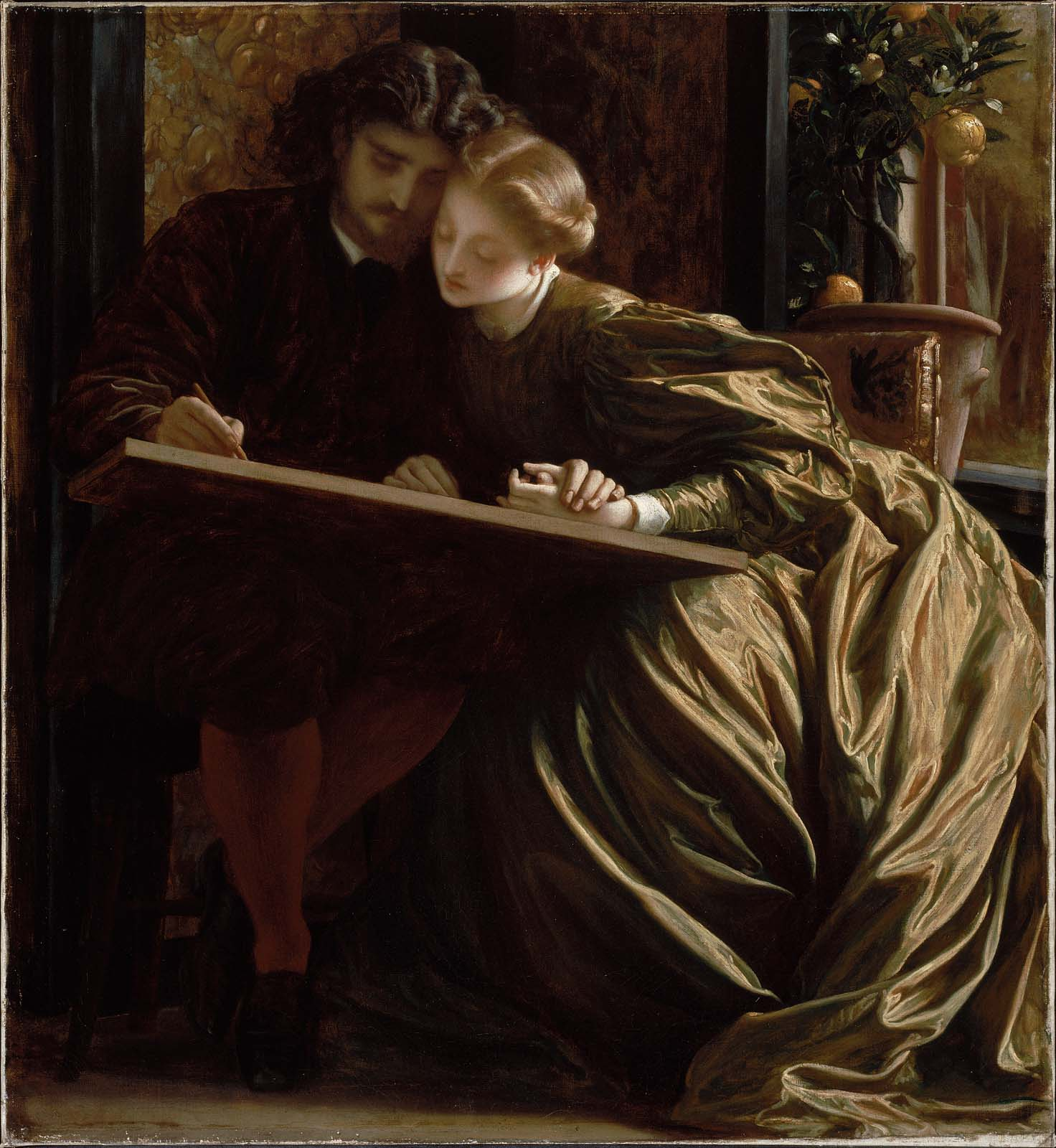
《画家的蜜月》，1864
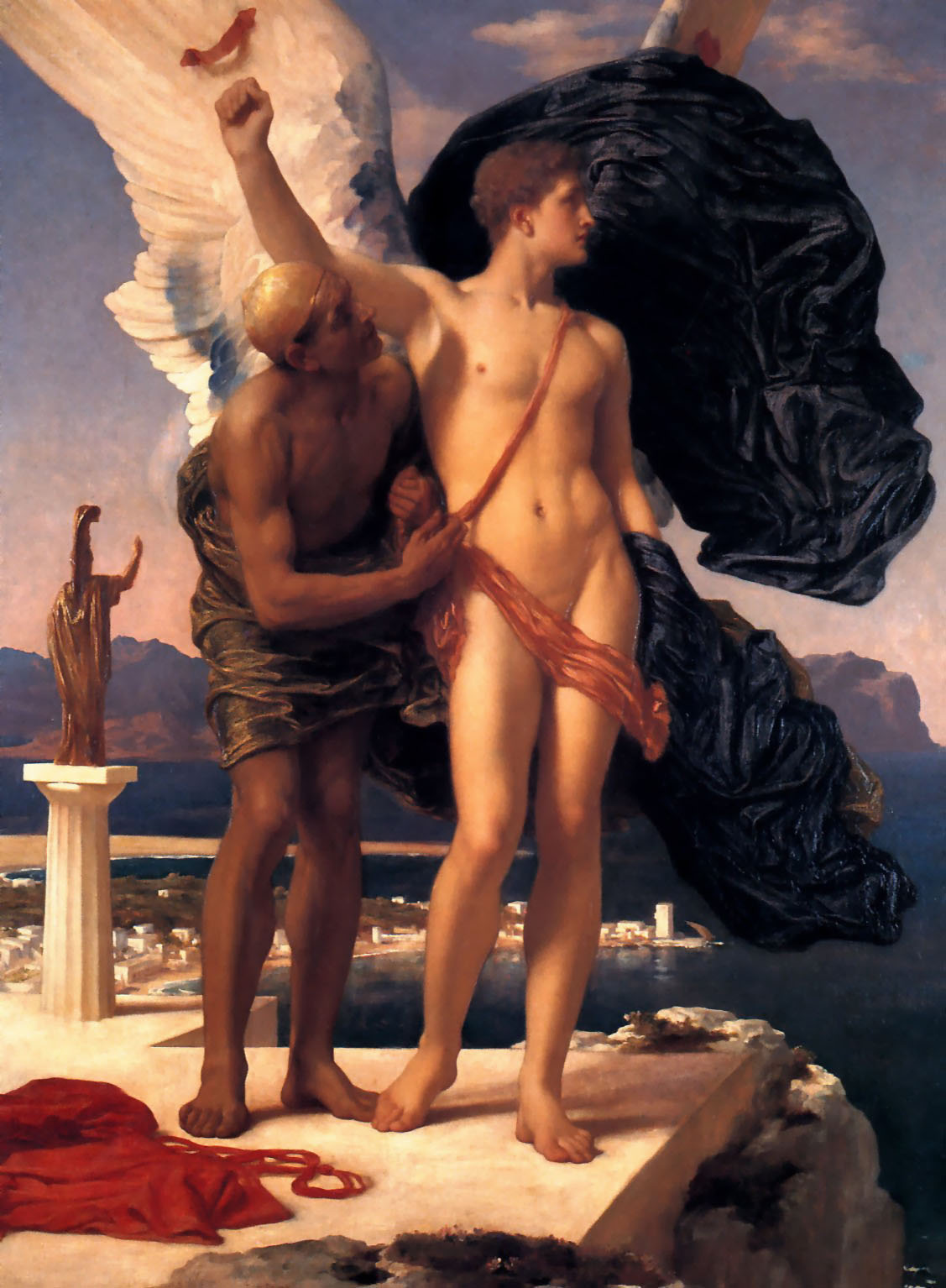
《伊卡洛斯和代達羅斯》
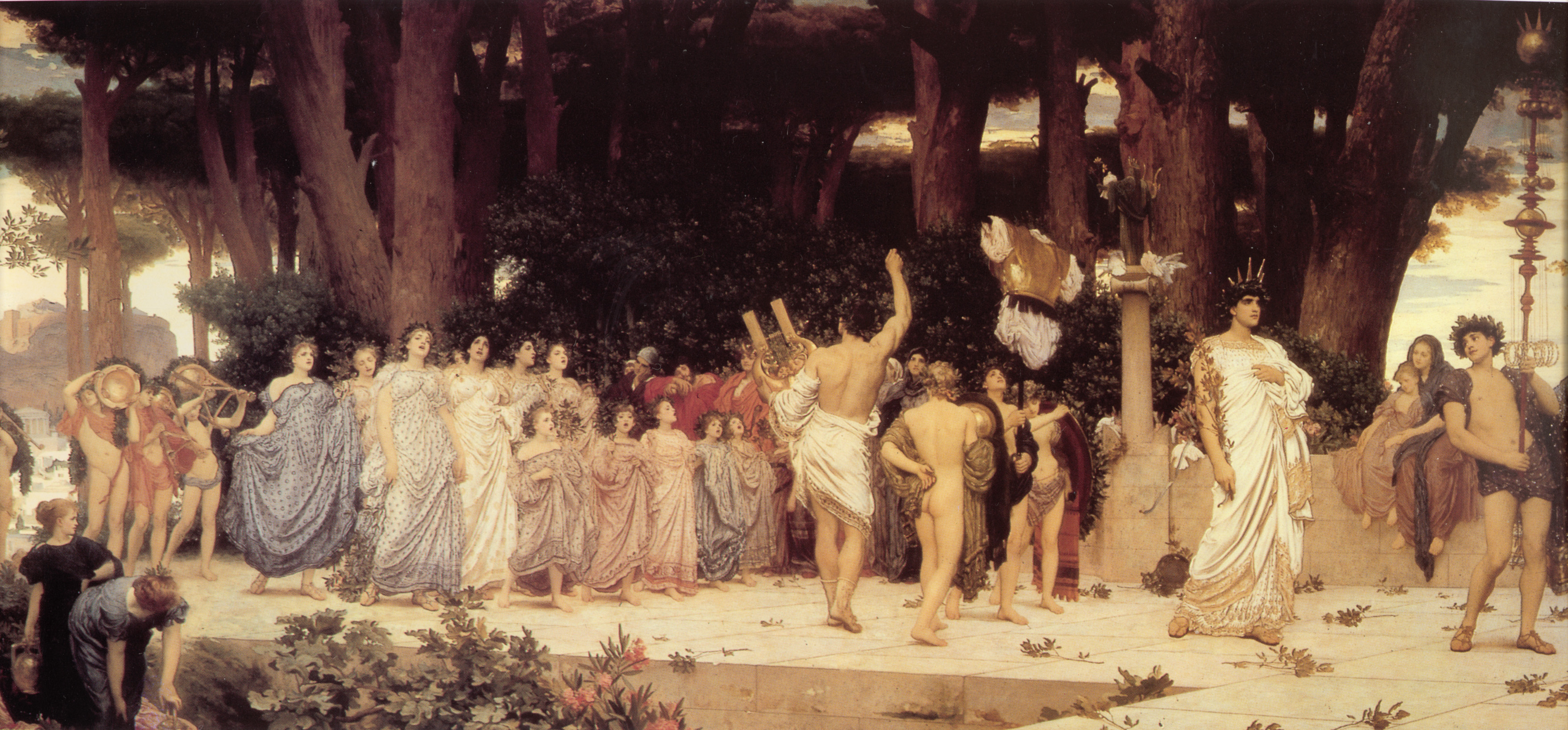
《月桂节》，1874–1876
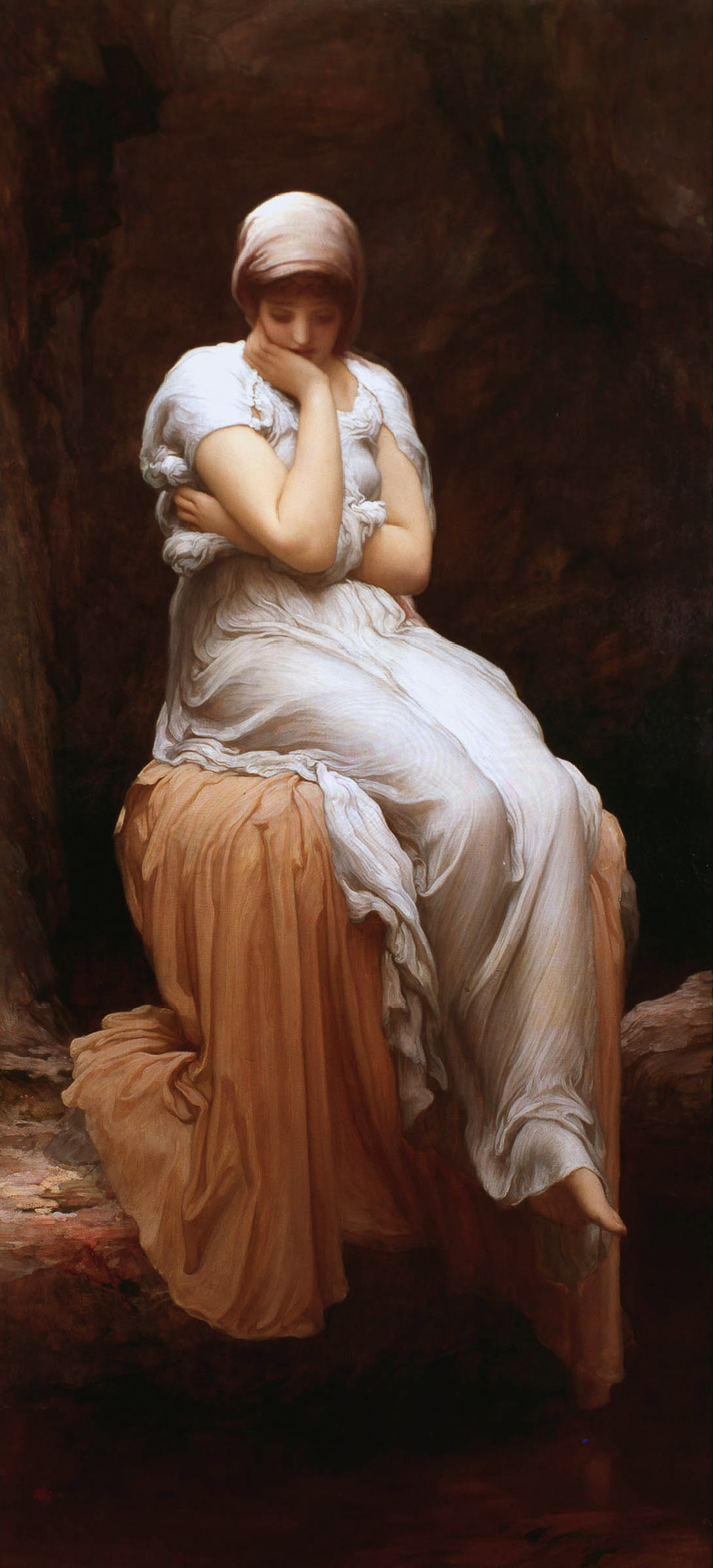
《Solitude》
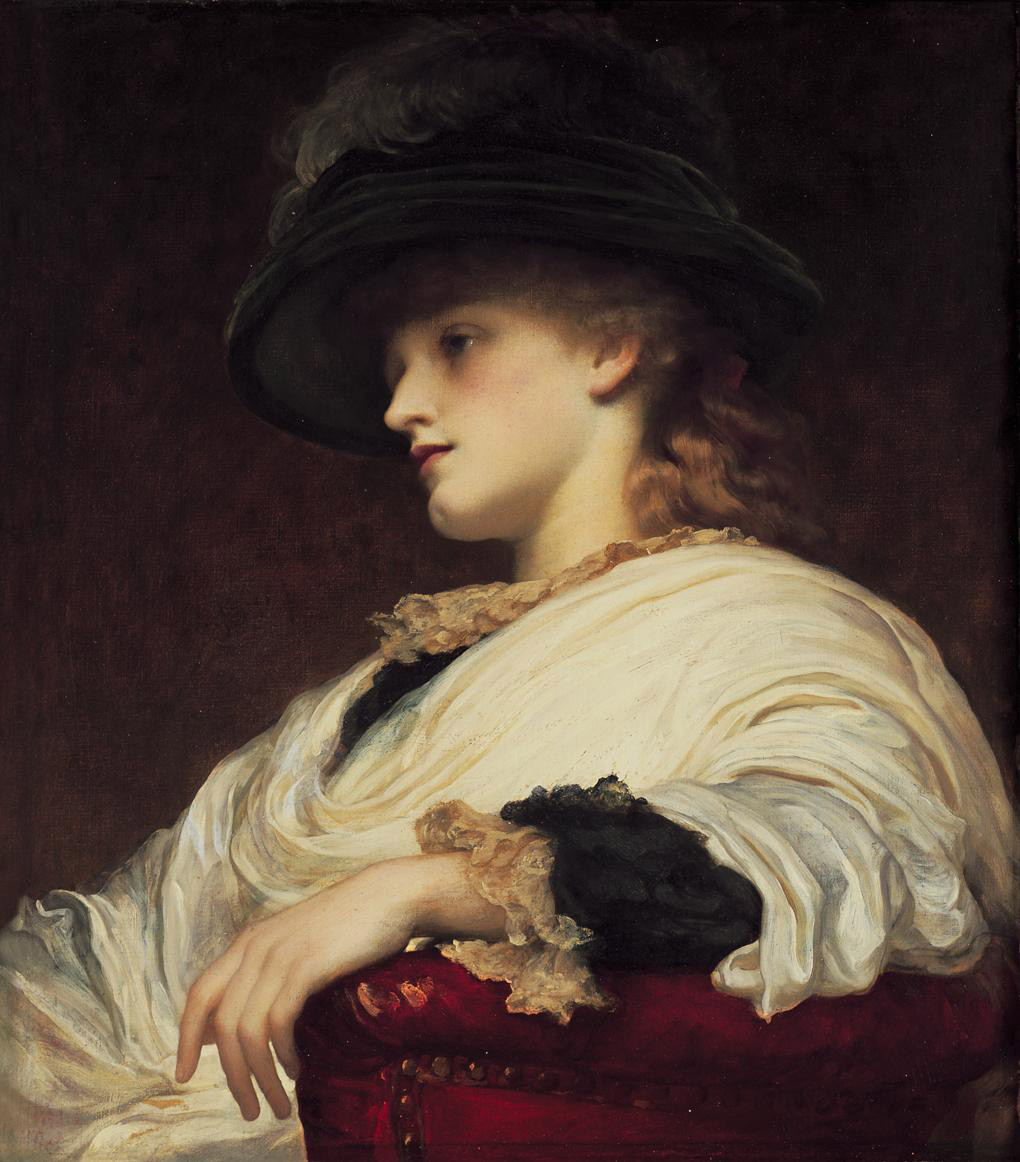
《Phoebe》
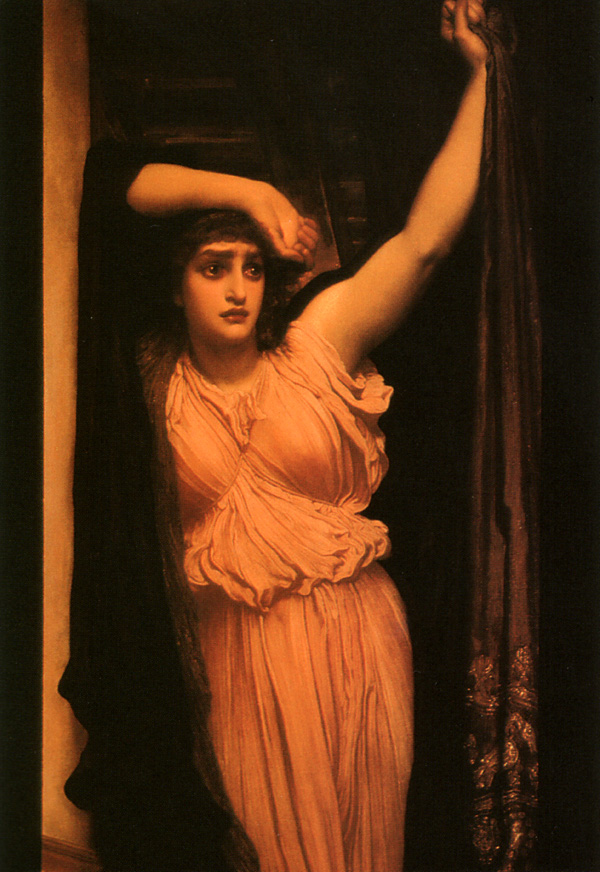
《赫洛的凝望》
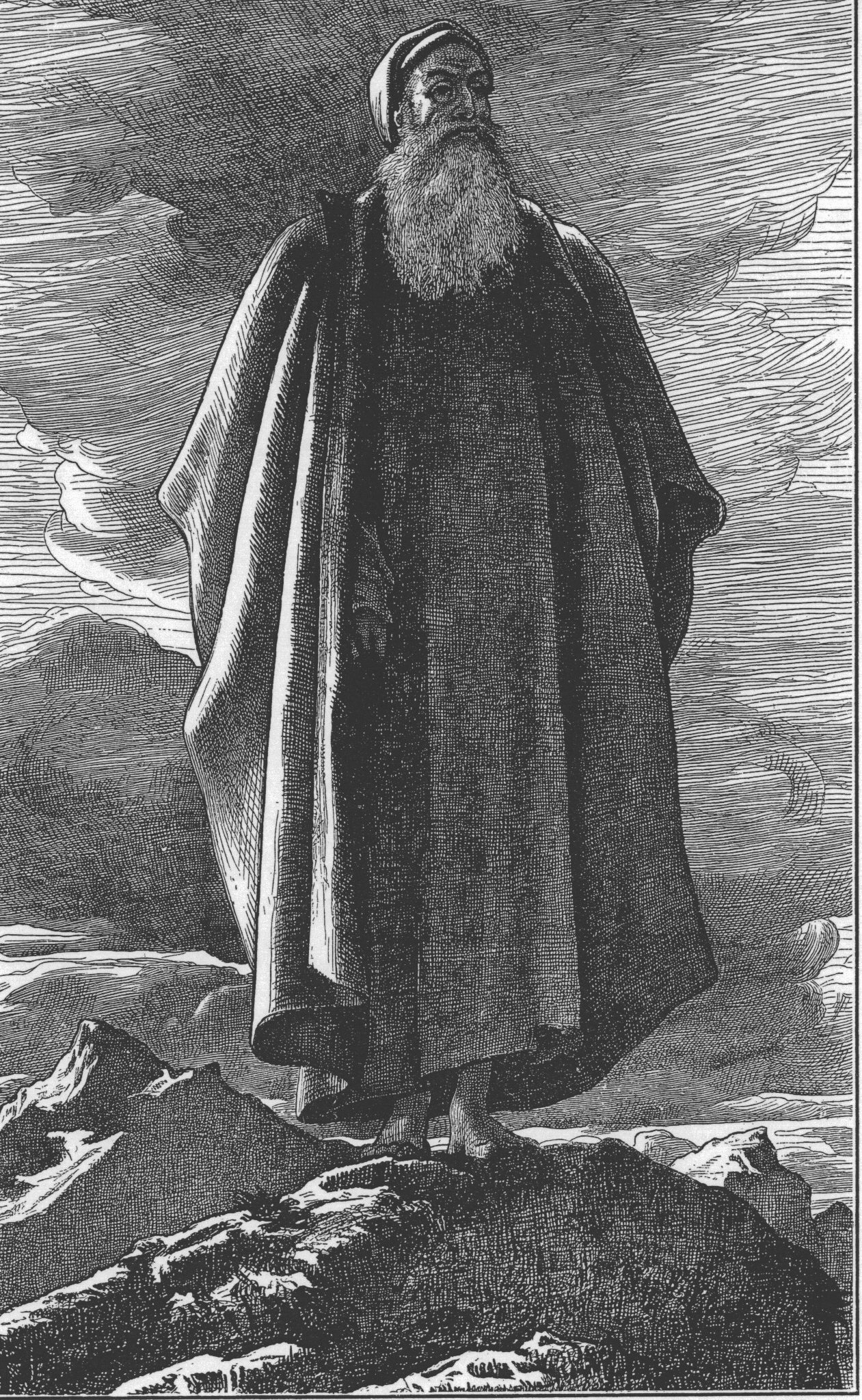
《摩西視望樂土》
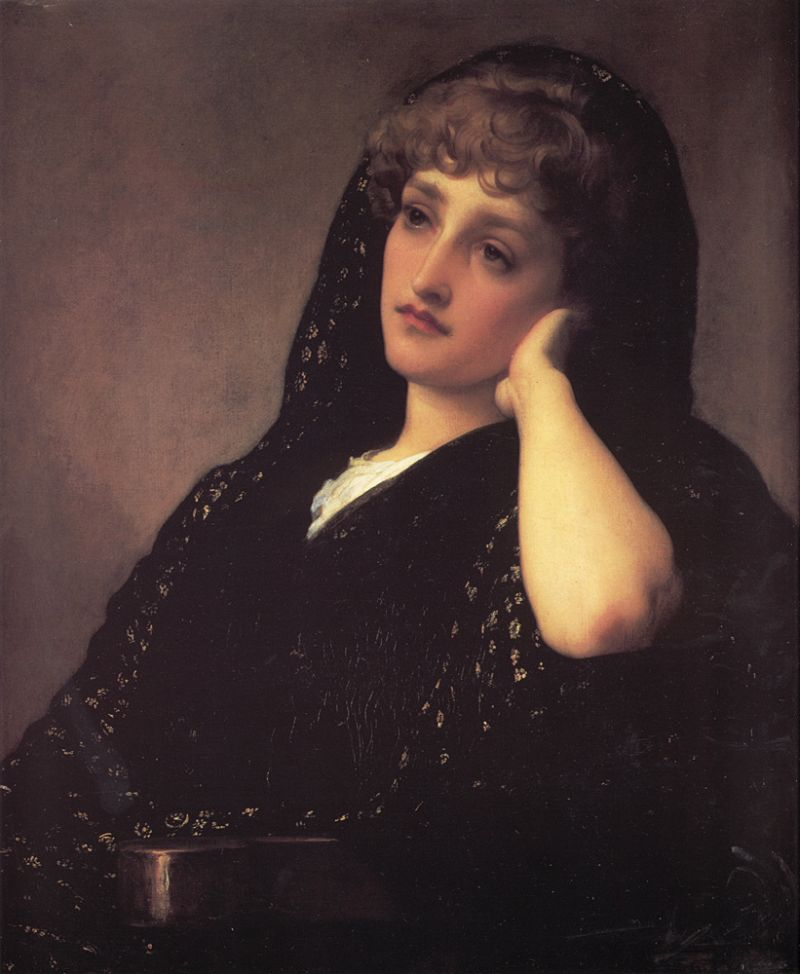
《Memories》，1883
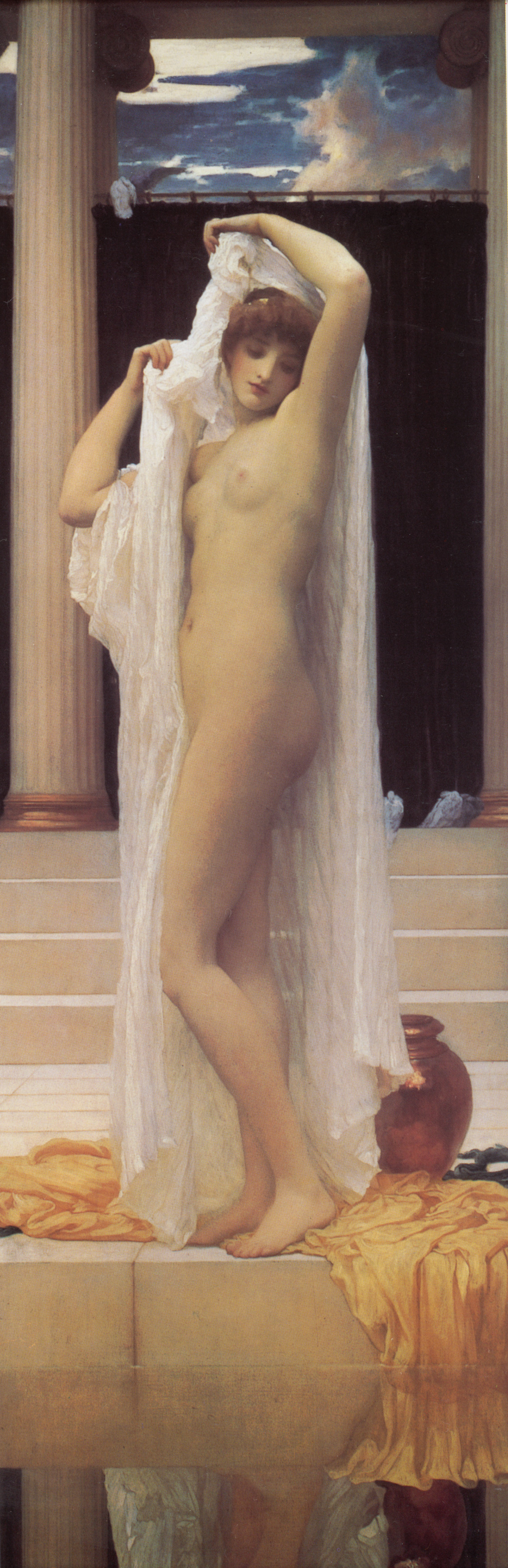
《出浴的普赛克》，1879
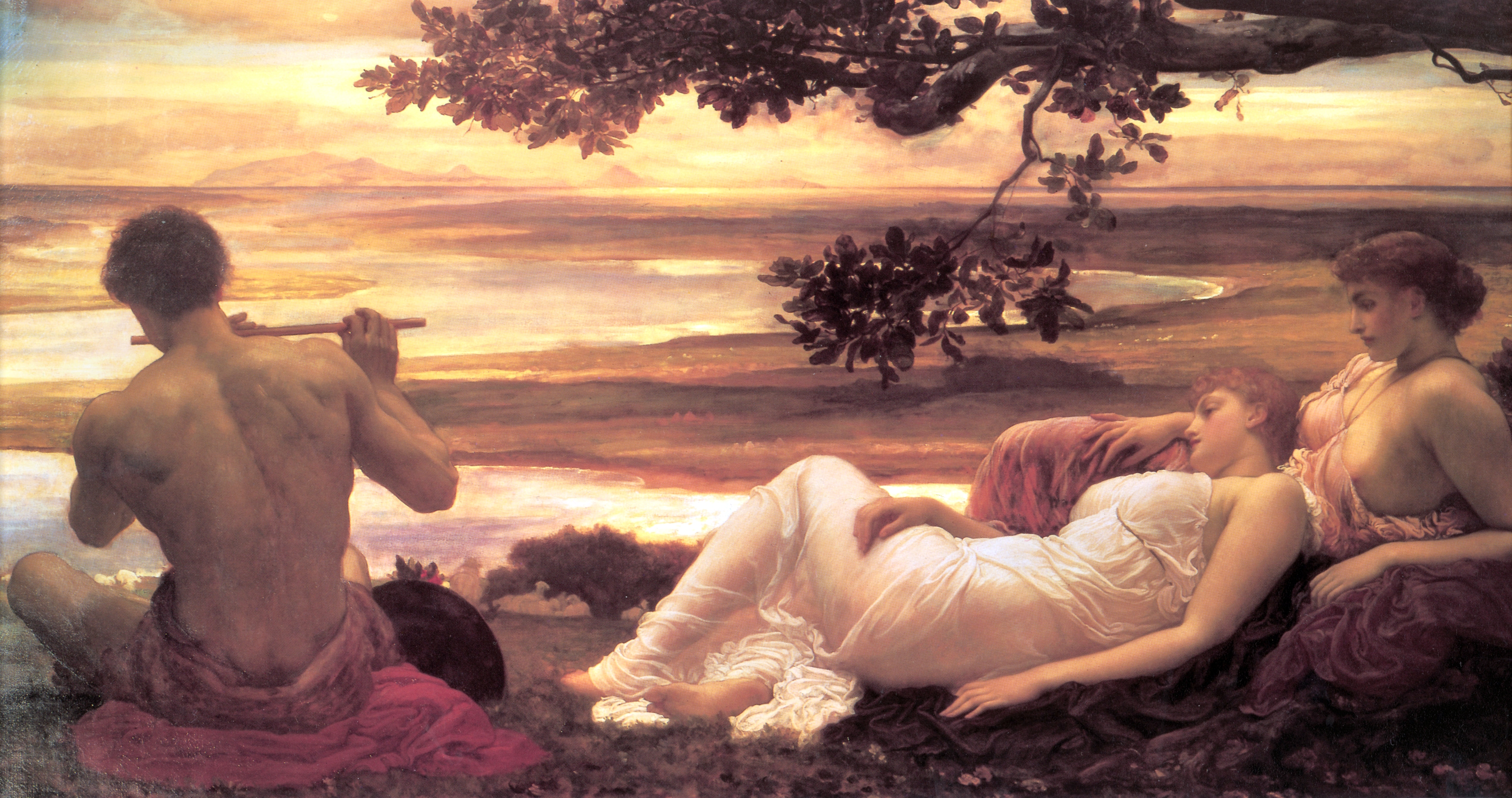
《Idyll》，約1880–81
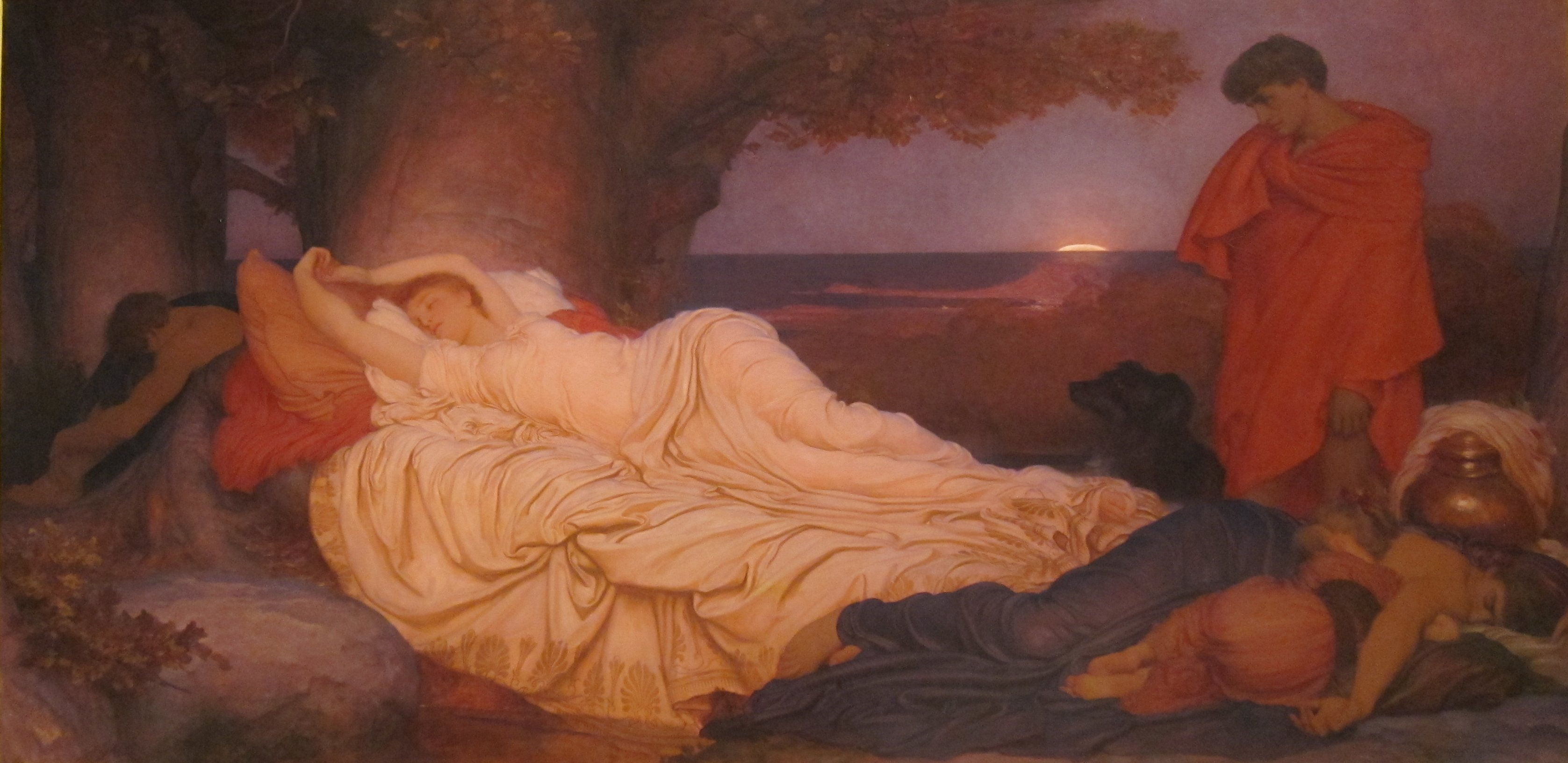
《西蒙与伊菲革涅亚》，1884
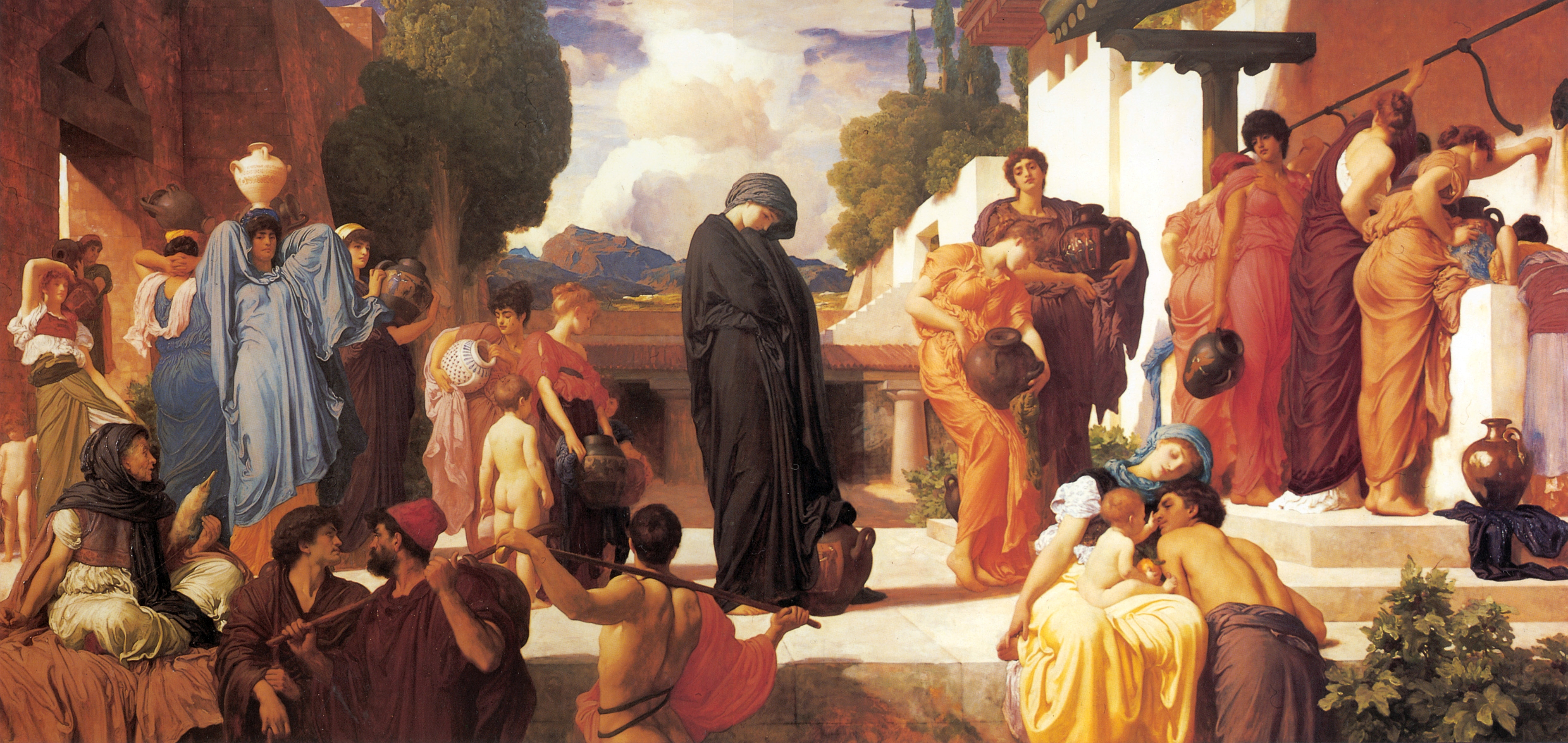
《被抓走的安德洛玛刻》，1886–1888
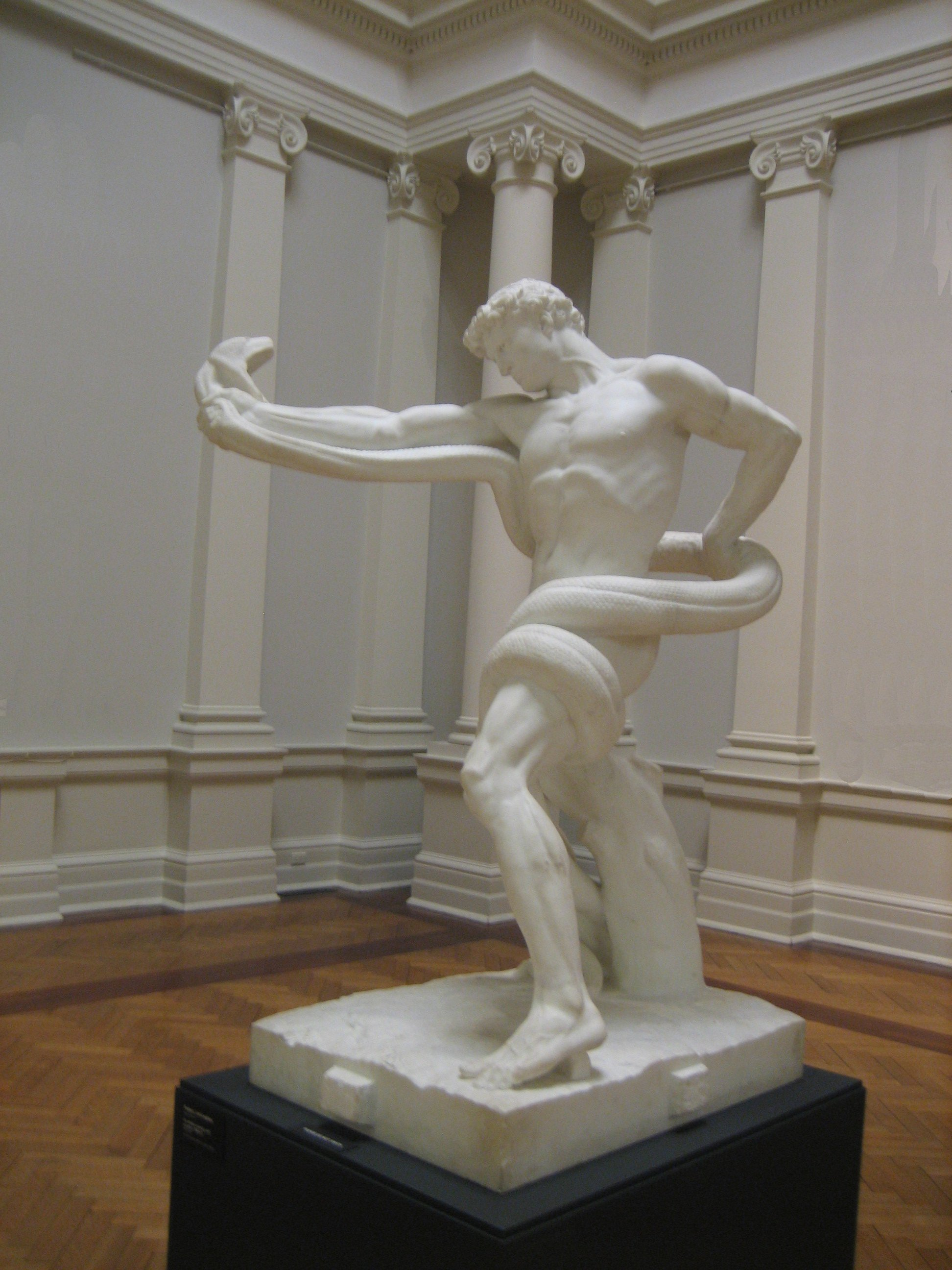
《一個運動員與蟒蛇搏鬥》，1888–1891
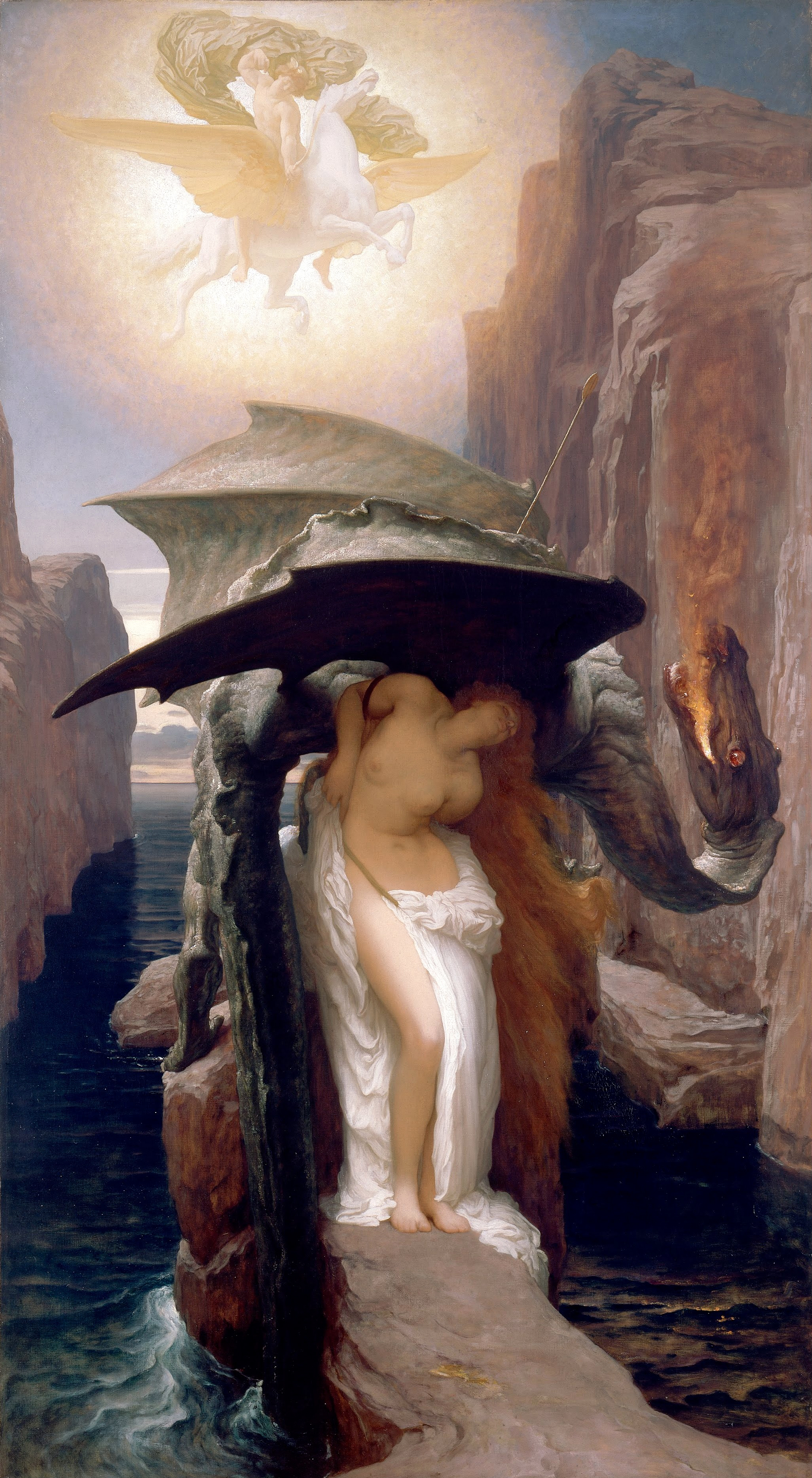
《珀耳修斯与安德洛墨达》，1891
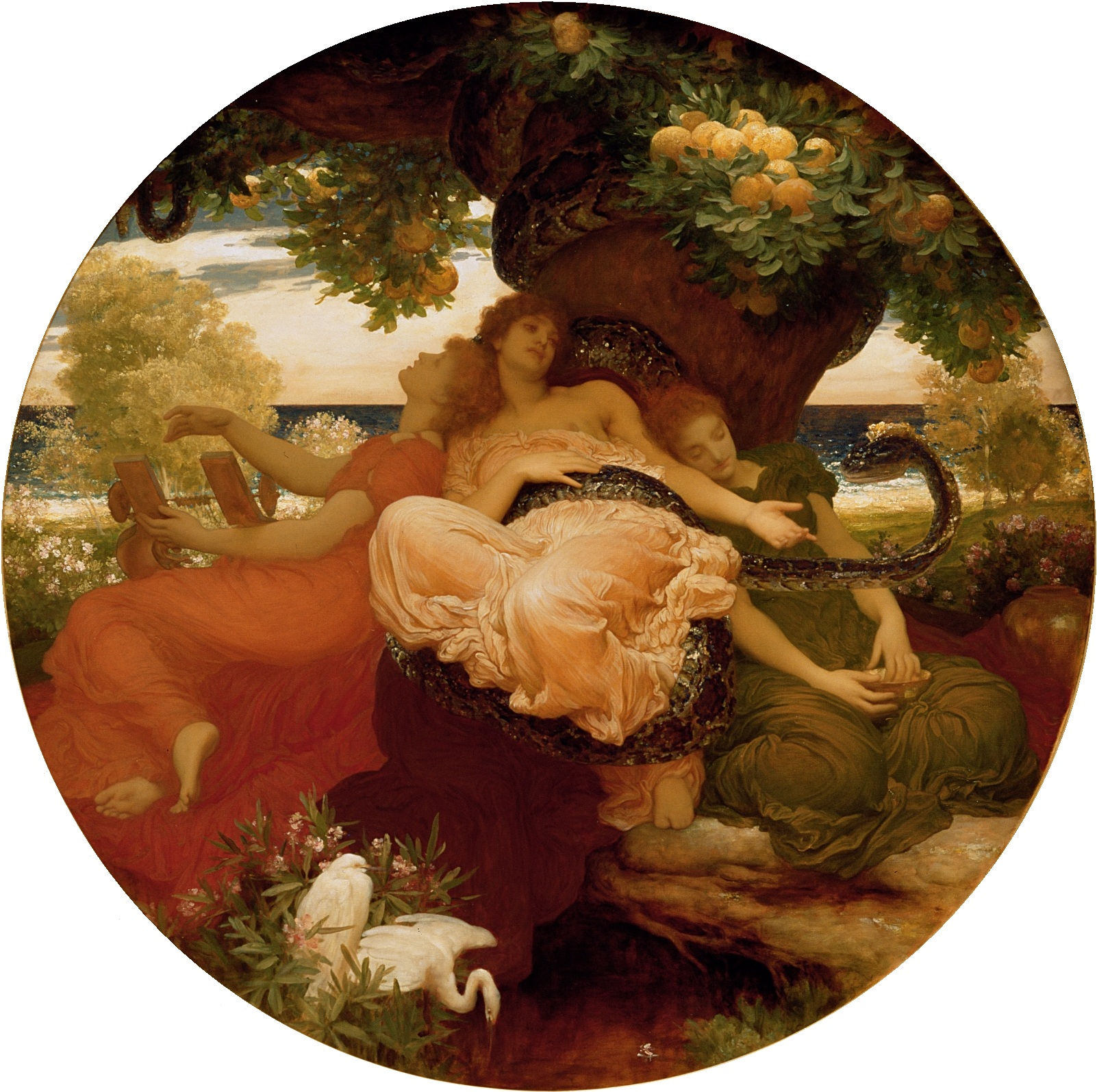
《赫斯珀里得斯的果園, 1892

## 外部連結
- Frederic-Leighton.org （页面存档备份，存于）—114 works by Frederic Leighton
- Advice to Young Artists by Frederick Lord Leighton （页面存档备份，存于）—high resolution images
- Scarborough, Birthplace of Lord Frederic Leighton
- Leighton House Museum （页面存档备份，存于）
- Obituary from The Times
- Leighton Gallery 的存檔，存档日期27 September 2007. at MuseumSyndicate
- 171 件作品，弗雷德里克·雷頓，Art UK
- Portrait of Sir Frederick Leighton, PRA （页面存档备份，存于） by Alphonse Legros at University of Michigan Museum of Art

| 前任者： 法蘭西斯·格蘭特爵士 | 皇家藝術研究院院長 1878–1896 | 繼任者： 約翰·艾佛雷特·米萊 |